# Лігота-Мала (Дзержоньовський повіт)
Лігота-Мала (пол. Ligota Mała, нім. Klein Ellguth) — село в Польщі, у гміні Немча Дзержоньовського повіту Нижньосілезького воєводства.
Населення — 55 осіб (2011).
У 1975-1998 роках село належало до Валбжиського воєводства.

## Демографія
Демографічна структура станом на 31 березня 2011 року:
|          | Загалом | Допрацездатний вік | Працездатний вік | Постпрацездатний вік |
| -------- | ------- | ------------------ | ---------------- | -------------------- |
| Чоловіки | 29      | 5                  | 22               | 2                    |
| Жінки    | 26      | 9                  | 15               | 2                    |
| Разом    | 55      | 14                 | 37               | 4                    |